# カルロス・チャン
カルロス・チャン（陳家楽、Carlos Chan Ka Lok、1986年10月12日-）は、香港の歌手、俳優である。身長180cm、体重65kg、てんびん座。馬鞍山崇真中学卒業。2003年にニュー・タレント・シンギング・コンテストに参加を経て、エンペラー・エンターテインメント・グループと正式に契約を交わした。

## 來歷
香港・馬鞍山地区で幼年期を過ごし、中学は馬鞍山崇真中学に通う。1990年、広告デビュー。2003年、にニュー・タレント・シンギング・コンテストに参加を経て、エンペラー・エンターテインメント・グループと正式に契約を交わした。
2016年、映画『ラッキーそれは私です』で主演し、「年度新銳男俳優賞」受賞した。
2018年、映画『逆緣』（Daddy Cool）で主演した。
2020年、映画『私の彼氏』（You Are the One）で主演した。

## 出演作品

### 広告
2006年
ヴァイタソイ豆乳
2007年
フランス・ブライダル撮影

### テレビ番組
2007年
EEGチャンネルアンカーマン
RTHKドラマ『性本善』（第4話） - Kenny 役
2008年
EEGチャンネル番組『E之班街頭爭霸』
TVBドラマ『盛装舞步愛作戦』 - Nel 役（放映日：6月14日）

### 映画
2006年
『雪·再見』音楽映画 - 家楽 役
2008年
『スペース・チンプス』（広東語吹き替え版）
『保持通話』
『很想和你在一起』
2021年
『レイジング・ファイア』 - ハー（夏）警部役

### コンサート
2003年
ニュー・タレント・シンギング・コンテスト2003

### MV
2006年
ツインズ『熱浪假期』（TVB版）
2007年
ツインズ『愛情突擊』
ツインズ『愛情突擊』（TVB版）
2008年
ツインズ『送豬型鼠』
ケン・ホン『難以取替』